# Сайксвілл (Пенсільванія)
Сайксвілл (англ. Sykesville) — місто (англ. borough) в США, в окрузі Джефферсон штату Пенсільванія. Населення — 1115 осіб (2020).

## Географія
Сайксвілл розташований за координатами 41°2′41″ пн. ш. 78°48′40″ зх. д. / 41.04472° пн. ш. 78.81111° зх. д. (41.044743, -78.811153).  За даними Бюро перепису населення США в 2010 році місто мало площу 4,12 км², з яких 4,10 км² — суходіл та 0,02 км² — водойми.

## Демографія
Згідно з переписом 2010 року, у селищі мешкало 1157 осіб у 528 домогосподарствах у складі 303 родин. Густота населення становила 281 особа/км².  Було 584 помешкання (142/км²).
Расовий склад населення:
| - 98,6 % — білих - 0,3 % — чорних або афроамериканців - 0,2 % — азіатів - 0,1 % — корінних американців |

До двох чи більше рас належало 0,8 %. Частка іспаномовних становила 0,6 % від усіх жителів.
За віковим діапазоном населення розподілялося таким чином: 20,8 % — особи молодші 18 років, 61,2 % — особи у віці 18—64 років, 18,0 % — особи у віці 65 років та старші. Медіана віку мешканця становила 41,6 року. На 100 осіб жіночої статі у селищі припадало 96,4 чоловіків;  на 100 жінок у віці від 18 років та старших — 92,4 чоловіків також старших 18 років.
Середній дохід на одне домашнє господарство  становив 40 584 долари США (медіана — 33 323), а середній дохід на одну сім'ю — 47 711 долар (медіана — 36 583). Медіана доходів становила 31 731 долар для чоловіків та 30 750 доларів для жінок. За межею бідності перебувало 23,7 % осіб, у тому числі 42,2 % дітей у віці до 18 років та 17,1 % осіб у віці 65 років та старших.
Цивільне працевлаштоване населення становило 489 осіб. Основні галузі зайнятості: освіта, охорона здоров'я та соціальна допомога — 23,5 %, виробництво — 21,3 %, мистецтво, розваги та відпочинок — 13,7 %, роздрібна торгівля — 12,7 %.